# Windows Automated Installation Kit
Mit dem Windows Automated Installation Kit (Windows AIK oder WAIK) bietet Microsoft eine Möglichkeit, Windows automatisch installieren zu lassen. Angewendet wird diese Technik seit Windows Vista  (November 2006). Die automatische Installation überspringt sämtliche Anfragen, die üblicherweise während einer Betriebssysteminstallation auftreten. Der Lizenzschlüssel, Computername und weitere Einstellungen können einmalig festgelegt und dann auf mehreren Computern installiert werden.
Der Windows System Image Manager (Windows SIM), mit dem sich Unattend.xml-Dateien für den unbeaufsichtigten Installationsvorgang erstellen lassen, ist im Windows Automated Installation Kit enthalten.
WAIK wurde mit Windows 8 durch das weiterentwickelte Windows Assessment and Deployment Kit (Windows ADK) ersetzt.